# Paranatisite
La paranatisite è un minerale.